# Земята на просветените
„Земята на просветените“ е документален филм на режисьора Питър-Ян де Пу от 2016 г., копродукция между Белгия, Нидерландия, Ирландия и Германия.
Филмът е сниман в продължение на 7 години на 16-милиметрова лента. Световната му премиера е на 16 март 2016 г. в Белгия. В България ще бъде представен за първи път на 12 март 2017 г. по време на XXI Международен София Филм Фест в кино „Славейков“ на Френския институт в София.

## Сюжет
Внимание:  Текстът по-долу разкрива сюжета на произведението (или части от него)!
Филмът представя живота на група афганистански деца от племето Кучи, които изравят съветски мини и ги продават на други деца, работещи в мина за добив на лазурит. Друга група деца държат контрола над контрабандата на лазурита през планините на Памир и мечтаят американските войници да се изтеглят от земята им. Докато американските войници се изтеглят от територията, млади момчета, членове на банди, контролират търговските пътища, продават експлозиви и използват ръждясали танкове за катерушки.

## Награди
- Награда за операторско майсторство на Сънданс 2016
- Номинация за най-добър документален филм на Европейските филмови награди за 2016
- Официална селекция на филмовия фестивал в Ротердам 2016